# Hanamaru yōchien
Hanamaru yōchien (はなまる幼稚園? lett. "Asilo Hanamaru") è un manga scritto e disegnato da Yuto e pubblicato dalla Square Enix a partire dal 2007 e terminato nel 2011. La storia ruota principalmente intorno ad una bambina dell'asilo, innamorata del proprio maestro che tenta in mille modi di catturare la sua attenzione ma finisce per combinare disastri. Il manga è stato adattato in un anime televisivo dalla Gainax, le cui trasmissioni sono iniziate in Giappone il 10 gennaio e terminate il 28 marzo 2010 su TV Tokyo.

## Trama
La piccola Anzu frequenta l'asilo insieme alle sue due migliori amiche, la timidissima Koume e l'eccentrica Hiiragi. Insieme le tre bambine cercano di attirare l'attenzione del loro maestro, il giovane Tsuchida, di cui Anzu è profondamente innamorata. Tuttavia Tsuchida è chiaramente più interessato alla graziosa Yamamoto, la maestra che si occupa della classe vicina a quella di Tsuchida.

## Personaggi

### Insegnanti
Naozumi Tsuchida (土田 直純?, Tsuchida Naozumi)
Doppiato da: Satoshi Hino (ed. giapponese), Alessandro Quarta (ed. italiana)
Nanako Yamamoto (山本 菜々子?, Yamamoto Nanako)
Doppiato da: Erino Hazuki (ed. giapponese), Perla Liberatori (ed. italiana)
Kusano (草野?, Kusano)
Doppiato da: Kaoru Mizuhara (ed. giapponese), Patrizia Mottola (ed. italiana)
Kawashiro (川代?, Kawashiro)
Doppiato da: Naomi Wakabayashi
Kakogawa (水主川?, Kakogawa)
Doppiato da: Arisa Ogasawara
Nishikaze (西風?, Nishikaze)
Doppiato da: Ayumi Tsunematsu

### Bambini
Anzu (杏?, Anzu)
Doppiato da: Madoka Yonezawa (ed. giapponese), Letizia Ciampa (ed. italiana)
Koume (小梅?, Koume)
Doppiato da: MAKO (ed. giapponese), Giulia Franceschetti (ed. italiana)
Hiiragi (柊?, Hiiragi)
Doppiato da: Ayahi Takagaki (ed. giapponese), Domitilla D'Amico (ed. italiana)
Yū Kobayakawa (小早川 優?, Kobayakawa Yū)
Doppiato da: Hiromi Igarashi
Kenji (けんじ?, Kenji)
Doppiato da: Manami Numakura
Hinagiku (雛菊?, Hinagiku)
Doppiato da: Mariya Ise
Aoi (葵?, Aoi)
Doppiato da: Hiromi Igarashi

### Altri personaggi
Sakura (桜?, Sakura)
Doppiato da: Yōko Honna
Satsuki Tsuchida (土田 さつき?, Tsuchida Satsuki)
Doppiato da: Shion Hirota
Mayumi Yamamoto (山本 真弓?, Yamamoto Mayumi)
Doppiato da: Chiwa Saitō
Hanamaru (花丸?, Hanamaru)
Doppiato da: Kōji Yusa

## Media

### Manga
Il manga è scritto ed illustrato da Yuto. Hanamaru yōchien è stato serializzato dalla Square Enix sul mensile Young Gangan e raccolto in tankōbon. Sono stati pubblicati undici volumi, il primo dei quali pubblicato il 25 aprile 2007, e l'ultimo il 24 dicembre 2011. Inoltre, il 25 febbraio 2010 è stato pubblicato un fanbook con il volume 7.5.
Al di fuori del Giappone, il manga è licenziato a Taiwan dalla Sharp Point Press ed a Hong Kong e Macao  dalla Jade Dynasty.

### Anime
| Nº | Titolo italiano Giapponese 「Kanji」 - Rōmaji | In onda          | In onda |
| Nº | Titolo italiano Giapponese 「Kanji」 - Rōmaji | Giapponese       |         |
| 1  | A Hanamaru Entrance Ceremony / A Hanamaru Mother 「はなまるな入学式 / はなまるなおかあさん」 - Hanamaru na Nyūgakushiki / Hanamaru na Okaasan                           | 10 gennaio 2010  |         |
| 2  | A Hanamaru Slide / A Hanamaru Genius 「はなまるなすべり台 / はなまるな天才」 - Hanamaru na Suberidai / Hanamaru na Tensai                                               | 17 gennaio 2010  |         |
| 3  | A Hanamaru Love Triangle / A Hanamaru Day 「はなまるな三角関係 / はなまるな一日」 - Hanamaru na Sankaku Kankei / Hanamaru na Ichinichi                                  | 24 gennaio 2010  |         |
| 4  | A Hanamaru Date / A Hanamaru Helper 「はなまるなデート / はなまるなお手伝い」 - Hanamaru na Dēto / Hanamaru na Otetsudai                                                | 31 gennaio 2010  |         |
| 5  | A Hanamaru Detective / A Hanamaru First Love 「はなまるな探偵団 / はなまるな初恋」 - Hanamaru na Tanteidan / Hanamaru na Hatsukoi                                       | 7 febbraio 2010  |         |
| 6  | A Hanamaru Pool / A Hanamaru Brother 「はなまるなプール / はなまるなお兄ちゃん」 - Hanamaru na Pūru / Hanamaru na Oniichan                                              | 14 febbraio 2010 |         |
| 7  | A Hanamaru Summer Vacation / A Hanamaru Summer Festival 「はなまるな夏休み / はなまるな夏祭り」 - Hanamaru na Natsu Yasumi / Hanamaru na Natsu Matsuri                  | 21 febbraio 2010 |         |
| 8  | A Hanamaru Fishmonger / A Hanamaru Rival 「はなまるなさかなやさん / はなまるなライバル」 - Hanamaru na Sakanaya-san / Hanamaru na Raibaru                               | 28 febbraio 2010 |         |
| 9  | A Hanamaru Gift / A Hanamaru Dream / A Hanamaru Night 「はなまるな差し入れ / はなまるな夢 / はなまるな夜」 - Hanamaru na Sashiire / Hanamaru na Yume / Hanamaru na Yoru | 7 marzo 2010     |         |
| 10 | A Hanamaru Cheerleading Squad / A Hanamaru Love Confession 「はなまるな応援団 / はなまるな告白」 - Hanamaru na Ōendan / Hanamaru na Kokuhaku                            | 14 marzo 2010    |         |
| 11 | A Hanamaru Uninvited Lady / A Hanamaru Story 「はなまるな押しかけ女房 / はなまるなお話」 - Hanamaru na Oshikake Nyōbō / Hanamaru na O-hanashi                           | 21 marzo 2010    |         |
| 12 | A Hanamaru Christmas / A Hanamaru Feeling 「はなまるなクリスマス / はなまるな気持ち」 - Hanamaru na Kurisumasu / Hanamaru na Kimochi                                    | 28 marzo 2010    |         |

## Colonna sonora
Sigla di apertura
- Aozora Triangle (青空トライアングル) cantata da Kei Shindou, Ayahi Takagaki e MAKO

Sigle di chiusura
- Egao Narebete (笑顔ならべて) cantata da Kei Shindou, Ayahi Takagaki and MAKO
- Kigurumi Wakusei (キグルミ惑星) cantata da Ayahi Takagaki
- Kusa no Yubiwa Hana no Kanmuri (草の指輪 花の冠) cantata da Erino Hazuki
- Hatsudou!! Love Beam☆ (発動!!らぶビーム☆) cantata da Kei Shindou
- Ano ne Kiite ne (あのねきいてね) cantata da MAKO
- Heart no Housoku (ハートの法則) cantata da Shion Hirota
- Kuro Neko no Jazz (黒ネコのジャズ) cantata da Satoshi Hino and Shion Hirota
- Nadeshiko Romance (撫子ロマンス) cantata da Mariya Ise
- Kokutou Drop (黒糖ドロップ) cantata da Chiwa Saito and Erino Hazuki
- Boku no Wasuremono (僕の忘れもの) cantata da Satoshi Hino
- Yes, We Can!! cantata da Kaoru Mizuhara and Naomi Wakabayashi
- Sekai de Ichiban (せかいでいちばん) cantata da Kei Shindou and Yoko Honna